# Synagoga w Janowcu
Synagoga w Janowcu – zbudowana ok. połowy XVIII w. na skarpie wiślanej w Janowcu. Podczas II wojny światowej w październiku 1940 hitlerowcy spalili synagogę wraz z cennymi dokumentami i księgami i zburzyli mury.  W latach 50. XX w. na miejscu, w którym niegdyś znajdowała się bożnica, translokowano drewniany budynek rządówki dworskiej z przeznaczeniem na aptekę (obecnie nieistniejącą).

## Architektura
Janowiecka synagoga była obiektem okazałym, dominującym – wraz z zamkiem i kościołem – nad krajobrazem architektonicznym miasteczka. Ta wysoka na ok. 15 m budowla o zwartej bryle, wzniesiona na planie prostokąta o wymiarach 20 x 30 m, wbudowana była częściowo w skarpę wiślaną. Ściany z miejscowego kamienia wapiennego były z zewnątrz otynkowane i pobielone. W narożnikach i na przedłużeniu ściany mury podparte były potężnymi, skośnymi podporami. Synagoga posiadała dwukondygnacyjny, czterospadowy dach kryty gontem.
Sala główna na planie prostokąta zbliżonego do kwadratu o wymiarach 10,30 x 9,20 m x 14,8 m i wysokości do spodu stropu 6,50 m poprzedzona była w przyziemiu sienią podzieloną drewnianą ścianką na dwie części z oddzielnymi drzwiami i z izbą w narożniku północno-zachodnim. Pomieszczenie środkowe służyło mężczyznom, a skraje kobietom z wbudowanymi schodami do babińca. Sala była przekryta płaskim drewnianym stropem. Salę doświetlały po dwa okna zwieńczone półkoliście w ścianie południowej i wschodniej. Pomiędzy salą i babińcem znajdowało się ażurowe przepierzenie. Na osi ściany wschodniej znajdowała się wnęka zawierająca dwukondygnacyjny aron ha-kodesz w skromnym barokowym drewnianym obramieniu zwieńczonym Tablicami Przykazań, do którego prowadziły schodki  z umieszczonymi po bokach skrzyniami z piaskiem na świece. Nad nim namalowane były dwa lwy trzymające kartusz z tekstem w kształcie serca zwieńczony koroną. Bima była wydłużonym ośmiobocznym podestem, zorientowanym w poprzek sali, otoczonym balustradą z toczonych tralek na podmurowaniu. Ściany sali pokryte były polichromią. Dołem pod oknami namalowane tablice z tekstami modlitw. Podobne tablice ujęte w namalowane kolumny zwieńczone koronami znajdowały się na ścianie północnej. Na środku ściany południowej namalowana była wielka menora z psalmem świecznikowym adorowana przez dwa jelenie po jej obu stronach.